# Tenares
Tenares je mesto v provinci Hermanas Mirabal v Dominikanski republiki.